# Чемпіонат СРСР з футболу 1957 (клас «А»)
Сезон 1957 року у класі «А» чемпіонату СРСР з футболу — 19-й в історії турнір у вищому дивізіоні футбольної першості Радянського Союзу. Тривав з 31 березня по 8 грудня 1957 року. Участь у змаганні узяли 12 команд, найгірша з яких за результатами сезону полишила елітний дивізіон.
Переможцем сезону стала команда «Динамо» (Москва), для якої ця перемога у чемпіонаті стала 8-ю в історії.
| Чемпіон СРСР 1957           |
| --------------------------- |
| «Динамо» (Москва) 8-й титул |

## Підсумкова таблиця
| М  | Команда                | І  | В  | Н  | П  | М     | О  |
| -- | ---------------------- | -- | -- | -- | -- | ----- | -- |
|    | «Динамо» (Москва)      | 22 | 16 | 4  | 2  | 49-15 | 36 |
|    | «Торпедо» (Москва)     | 22 | 11 | 6  | 5  | 46-23 | 28 |
|    | «Спартак» (Москва)     | 22 | 11 | 6  | 5  | 43-28 | 28 |
| 4  | «Локомотив» (Москва)   | 22 | 12 | 4  | 6  | 39-27 | 28 |
| 5  | ЦСК МО (Москва)        | 22 | 13 | 1  | 8  | 51-31 | 27 |
| 6  | «Динамо» (Київ)        | 22 | 8  | 7  | 7  | 30-30 | 23 |
| 7  | «Динамо» (Тбілісі)     | 22 | 8  | 5  | 9  | 27-33 | 21 |
| 8  | «Шахтар» (Сталіно)     | 22 | 7  | 5  | 10 | 19-35 | 19 |
| 9  | «Буревісник» (Кишинів) | 22 | 4  | 10 | 8  | 24-36 | 18 |
| 10 | «Зеніт» (Ленінград)    | 22 | 4  | 7  | 11 | 23-41 | 15 |
| 11 | «Крила Рад» (Куйбишев) | 22 | 2  | 8  | 12 | 9-32  | 12 |
| 12 | «Спартак» (Мінськ)     | 22 | 1  | 7  | 14 | 11-40 | 9  |

## Бомбардири
| М | Гравець          | Команда     | Голи |
| - | ---------------- | ----------- | ---- |
| 1 | Василь Бузунов   | ЦСК МО      | 16   |
| 2 | Валентин Іванов  | «Торпедо»   | 14   |
| 3 | Олексій Мамикін  | «Динамо» М  | 13   |
| 4 | Микита Симонян   | «Спартак»   | 12   |
|   | Віктор Соколов   | «Локомотив» | 12   |
|   | Едуард Стрєльцов | «Торпедо»   | 12   |
| 7 | Юрій Беляєв      | ЦСК МО      | 10   |
|   | Генріх Федосов   | «Динамо» М  | 10   |
| 9 | Михайло Коман    | «Динамо» К  | 9    |
|   | Віктор Ворошилов | «Локомотив» | 9    |